# Gymnophora parachilensis
Gymnophora parachilensis är en tvåvingeart som beskrevs av Brown 1987. Gymnophora parachilensis ingår i släktet Gymnophora och familjen puckelflugor. Inga underarter finns listade i Catalogue of Life.